# دانيال د. بيدويل
دانيال د. بيدويل (بالإنجليزية: Daniel D. Bidwell)‏ هو ضابط أمريكي، ولد في 12 أغسطس 1819 في بوفالو في الولايات المتحدة، وتوفي في 19 أكتوبر 1864 في معركة سيدار كريك في الولايات المتحدة.